# مبارك الهيفي
مبارك براك سالم حطاب الهيفي من مواليد دولة الكويت في عام 1958 ، نائب سابق، شارك لأول مرة في انتخابات مجلس الأمة الكويتي عام 1996 عن الدائرة السادس عشر - الفروانية - حيث حصل علي (1343) صوت، وجاء بالمركز الثالث وخسر الانتخابات، كما شارك في انتخابات مجلس الأمة الكويتي عام 1999 وفاز بالعضوية عن الدائرة السادس عشر - الفروانية - وحصل علي (2031) صوت، وجاء بالمركز بالاول، وفاز بالانتخابات.

## مواقفه في مجلس الأمة
| الكتل                                  | الكتلة الإسلامية – الإسلاميون المستقلون |
| اللجان                                 | الكتلة الإسلامية – الإسلاميون المستقلون |
| طرح الثقة بالوزير ضيف الله شرار (2003) | معارض طرح الثقة                         |
| طرح الثقة بالوزير الإبراهيم (2002)     | ممتنع                                   |
| تجنيس البدون (2000)                    | موافق                                   |
| طرح الثقة بالصبيح (2000)               | مؤيد طرح الثقة                          |
| حقوق المرأة السياسة (1999)             | غير موافق                               |